# ابزارهای هواشناسی
ابزارهای هواشناسی مجموعه ادوات سخت‌افزاری و نرم‌افزاری است که در شاخه‌های مختلف علوم جوی و هواشناسی کاربرد دارد. در نخستین گامهای تولد هواشناسی ابزارهای هوشمندانهٔ مکانیکی متعددی ابداع شدند تا به اندازه‌گیری و ثبت پدیده‌های جوی بپردازند. برخی از این ابزارها اومبروسکوپ یا باران سنج، باد سنج مکانیکی، بادنما و ثبت کنندهٔ مکان ستارهٔ قطبی بودند.